# Sàmec
La sàmec és la quinzena lletra de molts abjads (alfabets) semítics, incloent samk 𐤎 en fenici, semkaṯ ܣ en siríac, sàmec ס en hebreu i sat ሰ en amhàric. En àrab per transcriure el so /s/ fan servir la lletra sīn س.
La sàmec està present en Unicode com a U+05E1 ס hebrew letter samekh.

En fonètica la sàmec representa el so /s/. 

## Origen
L'origen de la lletra sàmec no és clar. El nom d'aquesta lletra (samk, sàmec) vol dir "peix". Es creu que el glif protosinaític representava una "espina de peix», com ho és el mot àrab samek (سمك) «peix». La lletra fenícia 𐤎 (samk) sembla haver derivat a mitjans de l'edat de bronze d'un dels jeroglífics egipcis que representa dyed.
La samk fenícia va donar lloc a la ksi (Ξ) grega i potser la khi (Χ) grega, la X llatina i la Х ciríl·lica.
| egipci | protosinaític | fenici |
| ------ | ------------- | ------ |
| 𓊽      |               | 𐤎      |

### Evolució fonètica
Es discuteix si els fonemes /ʃ/ i /s/, clarament distingits a l'ortografia fenícia, no acabarien fusionant-se al fenici clàssic o al neo-púnic.

## Alfabet hebreu
En hebreu s'escriu com a ס, nom complet en hebreu és סָמֶךְ i transcrit com Sàmec o Samekh.
| Variants | Variants   | Variants |
| Quadrada | Manuscrita | Raixí    |
| -------- | ---------- | -------- |
| ס        | Manuscrita | Raixí    |

La lletra ס o sàmec és la quinzena lletra de l'alfabet hebreu. També pren el valor numèric de seixanta. Prové, per via de l'alfabet arameu de la lletra fenícia samk. Es pronuncia com a /s/.
Sàmec i Mem formen l'abreviatura per dir l'Àngel de la Mort (literalment verí de Déu), el nom en hebreu és Sammael. També vol dir centímetre.

### Simbolisme
En simbolisme aquesta lletra representa suport, protecció i memòria. Suport en els sentits: actiu: Déu proveeix suport a l'home; i en el sentit passiu: l'home confia en Déu. Sàmec denota abundància i plenitud, igual que la waw significa plenitud en temps i espai a més d'altres fenòmens. L'escriptura dels Deu Manaments es va gravar de tal manera que les taules van ser completament perforades des del davant cap enrere. Conseqüentment l'àrea central de la mem i de la sàmec no tenien un suport natural que les mantingués al seu lloc. Un miracle va ocórrer, segons el Talmud (Shabbos 104a) que va aconseguir mantenir la part central d'aquestes lletres suspeses en l'aire i en la seva correcta posició. Com a símbol de divinitat i infinitud guarda no només un secret en si mateixa sinó que construeix també el mur simbòlic que busca i protegeix al poble d'Israel.
En el llibre de Zohar però es considera a la sàmec com a posseïdora d'atributs negatius. La sàmec està formada exactament com la mem sofit i es diferencia d'aquesta en què els dos angles inferiors de la sàmec són arrodonits mentre que els de la mem són quadrats.

## Alfabet siríac
| Madnḫaya | Serṭo  | Esṭrangela | Unicode |
| -------- | ------ | ---------- | ------- |
|          |        |            | ܣ ܤ     |
| Semkat   | Semkat | Semkaṯ     | Semkaṯ  |

En alfabet siríac, la quinzena lletra és ܣ (en siríac clàssic: ܣܡܟܬ - semkaṯ). El valor numèric de la semkaṯ és 60. Prové, per via de l'alfabet arameu de la lletra fenícia samk.

### Fonètica
Representa el so /s/.

## Alfabet amhàric
En alfabet amhàric aquesta lletra es diu ሳት (sat). És la setena lletra de l'alfabet amhàric. En amhàric les lletres sat i śäwt representen el mateix so. Sat prové, per via de l'alfabet sud-aràbic del jeroglífic egipci R11.
| R11 | Sat | Sat |
| --- | --- | --- |
| 𓊽   | 𐩪   | ሰ   |

Sat representa el so /s/.

### Ús
L'alfabet amhàric és una abugida on cada símbol correspon a una combinació vocal + consonant, és a dir, hi ha un símbol bàsic al qual s'afegeixen símbols per marcar la vocal. Les modificacions de la ሰ (sat) són les següents:
| sä [sə] | su | si | sa | se | sə [sɨ], ∅ | so | sʷa |
| ------- | -- | -- | -- | -- | ---------- | -- | --- |
| ሰ       | ሱ  | ሲ  | ሳ  | ሴ  | ስ          | ሶ  | ሷ   |

## Jeroglífic egipci
Quan aquest jeroglífic és un fonograma es pronuncia com a [s]. En canvi quan és un ideograma, representa la paraula ells. També és abreviatura de salut. L'objecte en si representa una tela plegada. (Gardiner W11).

## En altres alfabets
| Arameu     | Siríac  | Samarità | Ugarític | Fenici |
| ---------- | ------- | -------- | -------- | ------ |
| 𐡎          | ܣ       | ࠎ        | 𐎒        | 𐤎      |
| Sud-aràbic | Amhàric | Àrab     | Hebreu   |        |
| 𐩯          | ሰ       | -        | ס        |        |